# Cryptocarya guianensis
Cryptocarya guianensis är en lagerväxtart som beskrevs av Carl Daniel Friedrich Meisner. Cryptocarya guianensis ingår i släktet Cryptocarya och familjen lagerväxter. Inga underarter finns listade i Catalogue of Life.